# Claudette Colvin
Claudette Colvin (Montgomery, 5 de setembre del 1939) és un activista estatunidenca que va ser arrestada el 2 de març de 1955 per negar-se a cedir el seient en un autobús durant la segregació racial als Estats Units, nou mesos abans de Rosa Parks.
Era un dels cinc querellants originàriament inclosos en el cas presentat per l'advocat dels drets civils Fred Gray l'1 de febrer de 1956, conegut com a Browder v. Gayle i va declarar davant els tres jutges que van conèixer el cas al Tribunal de Districte dels Estats Units.

## Infància
Colvin va néixer el 5 de setembre de 1939, i va ser adoptada per Q.P. Colvin i Mary Anne Colvin. El seu pare tallava gespes i la seva mare treballava com a criada. Claudette Colvin es va criar en un barri negre pobre de Montgomery, Alabama. En 1943, als quatre anys, va rebre la seva primera impressió sobre les lluites de la segregació. Estava en una botiga amb la seva mare quan van entrar un parell de nens blancs. Li van demanar que els toqués les mans per comparar-les. En veure això, la seva mare li va pegar una plantofada i li va dir que no podia tocar els blancs.

## Arrest
El 1955, Colvin era estudiant a l'escola segregada Booker T. Washington. Utilitzava els autobusos de la ciutat per anar a l'escola perquè els seus pares no tenien cotxe. Va dir que aspirava a convertir-se un dia en Presidenta dels Estats Units d'Amèrica. Colvin era membre del Consell de la Joventut de la National Association for the Advancement of Colored People, i havia après activament sobre el Moviment de Drets Civils a l'escola. El 2 de març de 1955, tornant a casa des de l'escola, es va asseure a uns dos seients d'una sortida d'emergència en la secció de la gent de color.
La convenció de l'època era que si l'autobús estava tan ple de gent que tots els anomenats "seients blancs" de davant estaven ocupats, i hi havia una persona blanca que romania dempeus, se suposava que qualsevol afroamericà s'hauria hagut d'aixecar d'aquests seients, i moure's a la part posterior, romanent dempeus en cas que no hi hagués seients lliures. Quan una dona blanca, que va pujar a l'autobús, es va quedar dreta, el conductor de l'autobús, Robert W. Cleere, va ordenar que Colvin i altres tres dones negres se seguessin a la part posterior. Les tres dones es van moure cap a la part del darrere, però una dona negra embarassada, Ruth Hamilton, es va asseure al costat de Colvin.
El conductor les mirà pel mirall. "Ens va demanar que totes dues ens aixequéssim. [La Sra. Hamilton] va dir que no s'aixecari, que li havia pagat el bitllet i que no li venia de gust quedar-se dempeus", recorda Colvin. "Així que li vaig dir que jo tampoc no m'aixecaria, i llavors em va dir:" Si no t'aixeques, trucaré la policia". La policia va arribar i va convèncer un negre assegut darrere de les dues dones perquè s'aixequés perquè la senyora Hamilton pogués seure al darrere, però Colvin també s'hi va negar. Va ser expulsada per força de l'autobús i arrestada pels dos policies, Thomas J. Ward i Paul Headley. Aquest esdeveniment va tenir lloc nou mesos abans de la detenció de la secretària de l'NAACP Rosa Parks, que fou arrestada justament pel mateix motiu. Claudette Colvin digué: "La meva mare m'ha dit que estigués tranquil·la pel que feia. Ella em va dir que deixés que la Rosa fos l'única: els blancs no es preocupen de la Rosa, els agrada"."
Quan Colvin es va negar a aixecar-se, estava pensant en un diari escolar que havia escrit aquell dia sobre el costum local que impedia que els negres utilitzessin els vestidors per emprovar-se la roba als grans magatzems.
En una entrevista posterior, va dir: "No ens podíem emprovar la roba. Havíem d'agafar una bossa de paper marró i dibuixar un diagrama del peu […] i portar-lo a la botiga";"Ella no podia estar a mateixa fila que nosaltres, perquè això significaria que nosaltres érem tan bons com ella".
Annie Larkins Price, companya de classe de Colvin, testimonià que "l'autobús era ple i me'n recordo que el conductor de l'autobús mirava pel mirall retrovisor, dient-li que li cedís el lloc a la dona blanca, perquè no ho feia. Cridava: "És el meu dret constitucional!". Va decidir que aquell dia no es mouria". Colvin va ser emmanillada, detinguda i treta per la força de l'autobús. Va cridar que s'estaven violant els seus drets constitucionals. Price va testimoniar per Colvin al tribunal de menors. Colvin fou condemnada per alteració de l'ordre públic, violació de les lleis de segregació i agressió. "No hi va haver agressió", va testimoniar Price.

## Browder contra Gayle
Juntament amb Aurelia Browder, Susie McDonald, Mary Louise Smith i Jeanette Reese, Colvin fou també una de les cinc demandants en el procés de Browder contra Gayle. El cas, organitzat i presentat per l'advocat de drets civils Fred Gray, va determinar que la segregació d'autobusos a Montgomery, Alabama era inconstitucional.En part, gràcies al grau de suport que es va proporcionar als demandants per part de la comunitat negra, finalment, el país no va tenir més remei que suspendre les seves polítiques segregacionistes i aplicar les més justes.
Durant el procés, Colvin va descriure la seva detenció:
| « | Vaig continuar dient: "No té cap dret... aquest és el meu dret constitucional... no té cap dret a fer això". I simplement vaig seguir fent coses i mai no vaig parar.. Això era pitjor que robar, sabeu, pel fet de parlar amb una persona blanca. | » |

El 5 de juny de 1956, el Tribunal de Districte dels Estats Units per al Districte Mitjà d'Alabama va emetre una sentència on declarava inconstitucionals les lleis de Montgomery i de l'estat d'Alabama que obligaven a la segregació als autobusos. Els funcionaris estatals i locals van apel·lar el cas al Tribunal Suprem dels Estats Units. El Tribunal Suprem va refermar sumàriament la decisió el 13 de novembre de 1956. Un mes més tard, el Tribunal Suprem va declinar reconsiderar-la, i el 20 de desembre de 1956, el tribunal va ordenar a Montgomery i a l'estat d'Alabama que acabessin definitivament amb la segregació als autobusos.
Durant molts anys, els líders negres de Montgomery no van donar a conèixer l'esforç pioner de Colvin perquè era una adolescent que, segons alguns rumors, estava embarassada d'un home casat. Es van utilitzar paraules com "vivaç", "xerraire" i "emotiva" per descriure-la, mentre que Rosa Parks era considerada tranquil·la, ben educada i estudiosa. A causa de les normes socials del temps i la seva joventut, la National Association for the Advancement of Colored People estava preocupat per usar-ho per simbolitzar llur boicot
Colvin va dir que "els joves es pensen que Rosa Parks es va asseure en un autobús i es va acabar la segregació, però això no és cert".

## Vida després de l'activisme
El 29 de març de 1956, Colvin va donar a llum el seu fill Raymond. Era tan clar, com el seu pare, que la gent sovint creia que el seu pare era blanc. Colvin va deixar Montgomery i va anar a Nova York el 1958,
perquè li resultava difícil trobar i mantenir un lloc de treball com a resultat del procés judicial federal que havia posat fi a la segregació dels autobusos. Colvin va dir que després de les seves accions a l'autobús va ser marcada com un problema per part de molts de la seva comunitat i va haver de marxar de la universitat.
A Nova York, la jove Claudette Colvin i Raymond van viure inicialment amb la seva germana gran, Velma Colvin. Claudette va treballar com a auxiliar d'infermera en una residència de gent gran a Manhattan durant 35 anys; es va retirar el 2004. Mai no es va casar. Mentre vivia a Nova York, va tenir un segon fill que finalment es va convertir en comptable a Atlanta, es va casar i va tenir la seva pròpia família. Raymond Colvin va morir el 1993 a Nova York, amb 37 anys.

## Llegat
Tot i que es podria dir que Colvin fou l'espurna que va encendre el moviment de boicot a Montgomery, rarament va explicar la seva història una cop que es va traslladar a Nova York. En aquest moment, la conversa a la comunitat negra se centrava en l'empresa negra més que en els problemes d'integració. Margot Adler de l'NPR ha afirmat que les organitzacions negres sentien que Rosa Parks seria un cas millor per a la integració perquè era una dona adulta i tenia el tipus de pentinat i aparença necessària per fer-la veure de classe mitjana.
El 2005, Colvin va dir al Montgomery Advertiser que fins i tot si li haguessin donat l'oportunitat, no hauria canviat la seva decisió de romandre asseguda a l'autobús.
| « | "Em sento molt, molt orgullosa del que vaig fer. Em sento com si allò que vaig fer hagués estat una espurna"No em sento decebuda", va dir Colvin."Deixeu que la gent sàpiga que Rosa Parks era la persona adequada per al boicot. Però també feu-los saber que els advocats van portar altres quatre dones al Tribunal Suprem per qüestionar la llei que va acabar amb la segregació". | » |

Molt sovint, Colvin ha dit que no està enutjada pel fet que no obtingués el reconeixement que es mereixia; més aviat, està decebuda. va dir que se sentia com si estigués "celebrant el Nadal al gener i no al 25".

En la segona temporada de la sèrie d'HBO The Newsroom, el personatge principal, Will McAvoy (interpretat per Jeff Daniels), utilitza la no divulgació de Colvin com un exemple de com "una cosa" pot canviar-ho tot. Observa que si l'ACLU hagués utilitzat la seva desobediència civil, en lloc de fer-ho vuit mesos més tard amb Rosa Parks, per posar en relleu la injustícia de la segregació, mai s'hauria escoltat un jove predicador anomenat Dr. Martin Luther King, així que, per aquesta decisió política, probablement els Estats Units no haguessin trobat una veu per al Moviment de Drets Civils.